# کمیته دانشمندان نگران
کمیته دانشمندان دغدغه‌مند (انگلیسی: Committee of Concerned Scientists) سازمانی مستقل از دانشمندان، فیزیکدانان، مهندسین و فرهیختگانی است که به حمایت و ارتقای حقوق بشر و آزادی علمی در سراسر جهان اختصاص داده شده است.